# Ipimorpha nanaimo
Ipimorpha nanaimo là một loài bướm đêm trong họ Noctuidae.